# یواس‌اس کوینز (ای‌پی‌ای-۱۰۳)
یواس‌اس کوینز (ای‌پی‌ای-۱۰۳) (به انگلیسی: USS Queens (APA-103)) یک کشتی بود که طول آن ۴۷۳ فوت ۱ اینچ (۱۴۴٫۲۰ متر) بود. این کشتی در سال ۱۹۴۴ ساخته شد.